# سنت جوزف (تنسی)
سنت جوزف(به انگلیسی: St. Joseph) شهری در ایالت تنسی کشور ایالات متحده آمریکا است که جمعیت آن در سرشماری سال ۲۰۱۰ میلادی، ۷۸۲ نفر بوده‌است.